# Пьотър Дудорев
Пьотър Петрович Дудорев, с псевдоним Орловец (на руски: Пётр Петрович Дудорев (Пётр Орловец, П. П. Антонов-Орловец, П. Антонов и П. Дудоров), е руски журналист и писател, участник в македонското освободително движение в началото на XX век.

## Биография
Роден е през 1872 година. През 1903 година пристига в България, за да отразява Илинденско-Преображенското въстание като кореспондент на „Сан-Петербургские ведомости“ и междувременно се включва в чета на Върховния македоно-одрински комитет, с която участва в сражението при Белица. Заедно с него в сражението участва и руският студент Сергей Тур. В края на 1903 година е изпратен на пропагандна обиколка заедно с Борис Тагеев и Любомир Стоенчев в Западна Европа. Тримата посещават Будапеща, Любляна, Триест, Рим и Ница. Двамата руски журналисти изнасят сказки в защита на македонските българи и събират парични помощи за пострадалите от въстанието.
През 1904 година Дудорев е изпратен от вестник „Рус“ в Далечния изток, където се установява в лагера на генерал Куропшаткин в Мукден. През 1909 година издава своя научнофантастичен роман „Кладите на Великия Сибир“. Умира след 1929 година.